# Versigny (Aisne)
Pour les articles homonymes, voir Versigny.
Versigny est une commune française située dans le département de l'Aisne, en région Hauts-de-France.

## Géographie

### Situation
La commune de Versigny se situe sur le territoire de l'ancienne communauté de communes des Villes d'Oyse. Versigny se trouve au centre du triangle Saint-Quentin, Laon, Chauny.

### Localisation

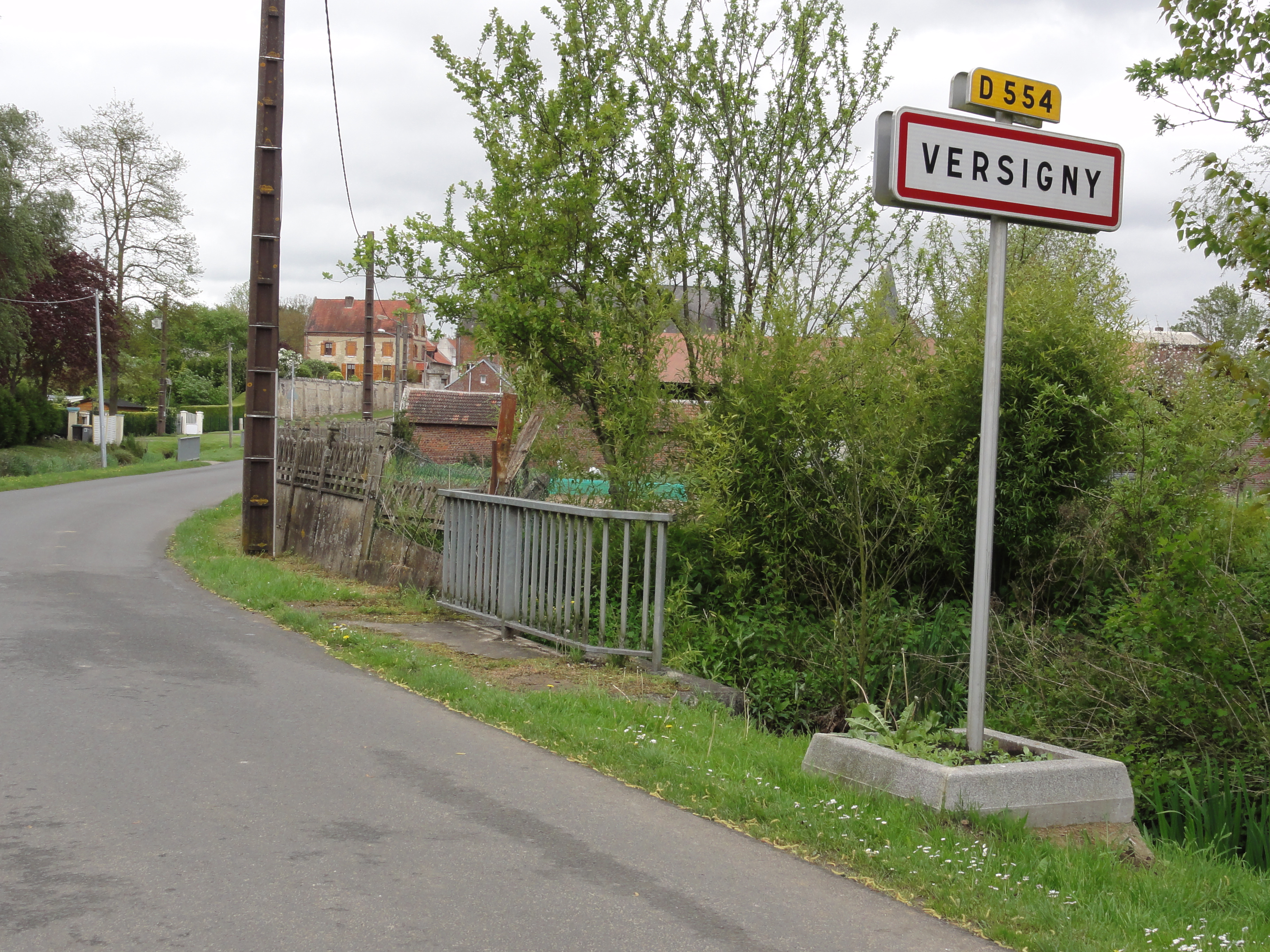
Entrée de Versigny.

### Hydrographie
La commune est située dans le bassin Seine-Normandie. Elle est drainée par le ruisseau de Saint-Lambert, le ruisseau de Missancourt, le Fosse des Sources et le cours d'eau 01 de la Pointe Hutois,,.
Le ruisseau de Saint-Lambert, d'une longueur de 10 km, prend sa source dans la commune de Fourdrain et se jette  dans la Serre à Danizy, après avoir traversé six communes.

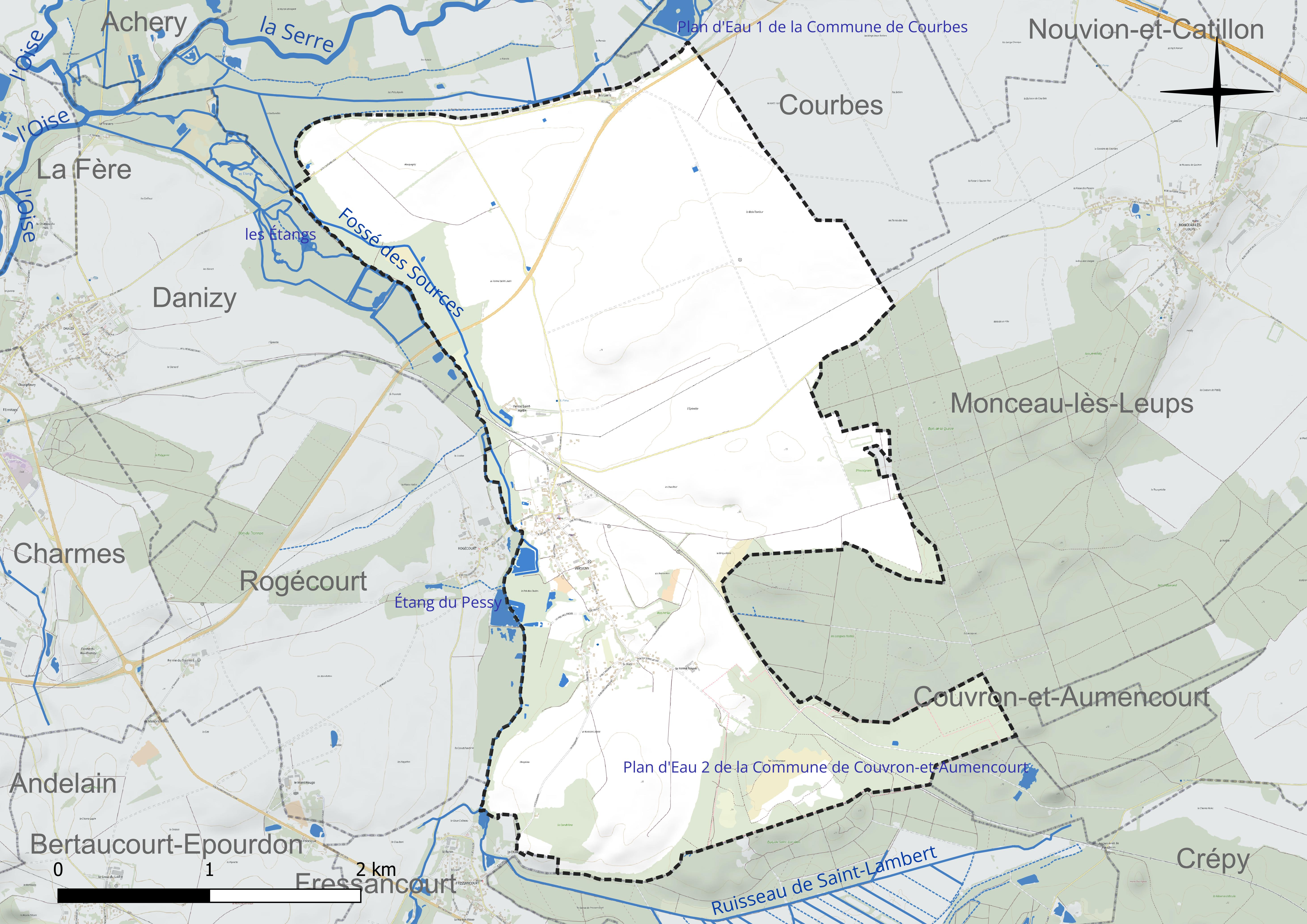
Réseau hydrographique de Versigny.

### Climat
Pour des articles plus généraux, voir Climat des Hauts-de-France et Climat de l'Aisne.
En 2010, le climat de la commune est de type climat océanique dégradé des plaines du Centre et du Nord, selon une étude du CNRS s'appuyant sur une série de données couvrant la période 1971-2000. En 2020, Météo-France publie une typologie des climats de la France métropolitaine dans laquelle la commune est exposée à un climat océanique altéré et est dans la région climatique Nord-est du bassin Parisien, caractérisée par un ensoleillement médiocre, une pluviométrie moyenne régulièrement répartie au cours de l'année et un hiver froid (3 °C).
Pour la période 1971-2000, la température annuelle moyenne est de 10,5 °C, avec une amplitude thermique annuelle de 15,1 °C. Le cumul annuel moyen de précipitations est de 708 mm, avec 11,8 jours de précipitations en janvier et 8,8 jours en juillet. Pour la période 1991-2020, la température moyenne annuelle observée sur la station météorologique la plus proche, située sur la commune d'Aulnois-sous-Laon à 13 km à vol d'oiseau, est de 11,0 °C et le cumul annuel moyen de précipitations est de 685,6 mm,. Pour l'avenir, les paramètres climatiques de la commune estimés pour 2050 selon différents scénarios d'émission de gaz à effet de serre sont consultables sur un site dédié publié par Météo-France en novembre 2022.

## Urbanisme

### Typologie
Au 1er janvier 2024, Versigny est catégorisée commune rurale à habitat dispersé, selon la nouvelle grille communale de densité à 7 niveaux définie par l'Insee en 2022.
Elle est située hors unité urbaine. Par ailleurs la commune fait partie de l'aire d'attraction de Laon, dont elle est une commune de la couronne,. Cette aire, qui regroupe 106 communes, est catégorisée dans les aires de 50 000 à moins de 200 000 habitants,.

### Occupation des sols
L'occupation des sols de la commune, telle qu'elle ressort de la base de données européenne d'occupation biophysique des sols Corine Land Cover (CLC), est marquée par l'importance des territoires agricoles (74 % en 2018), en diminution par rapport à 1990 (76 %). La répartition détaillée en 2018 est la suivante : 
terres arables (73,4 %), forêts (17,8 %), zones urbanisées (6,3 %), milieux à végétation arbustive et/ou herbacée (2 %), prairies (0,5 %).
L'évolution de l'occupation des sols de la commune et de ses infrastructures peut être observée sur les différentes représentations cartographiques du territoire : la carte de Cassini (XVIIIe siècle), la carte d'état-major (1820-1866) et les cartes ou photos aériennes de l'IGN pour la période actuelle (1950 à aujourd'hui).

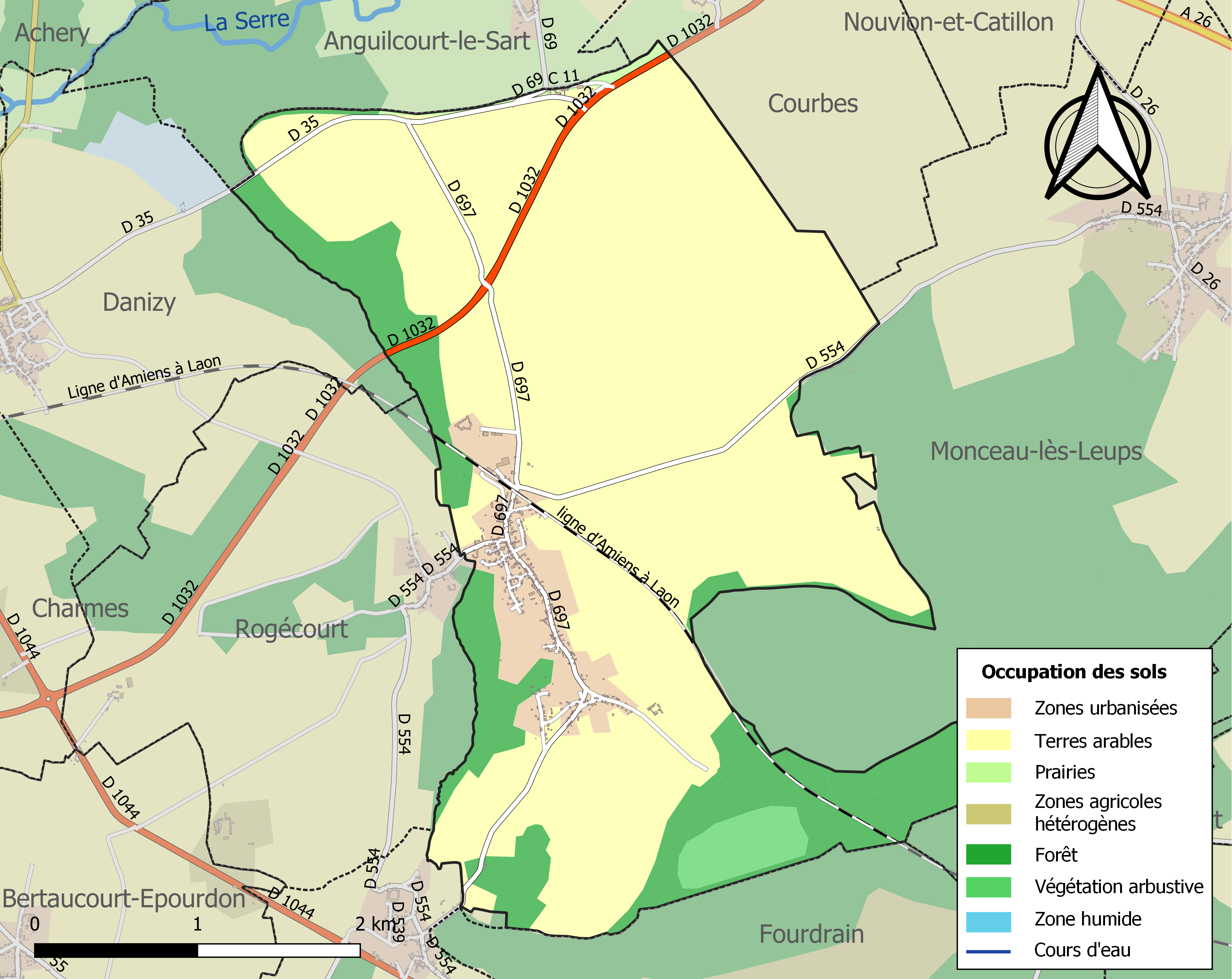
Carte de l'occupation des sols de la commune en 2018 (CLC).

## Toponymie
Le nom de la localité est attesté sous les formes Villa Verciniacum (987) ; Vercigniacum (1117) ; Verceni (1143) ; Vercigni, Vercennis (1145) ; Vercenni (1145) ; Vercini (1151) ; Vercegni (1218) ; Vercegnis (1219) ; Vercingni (1221) ; Verseny (1392) ; Versygni (1396) ; Vressigny (1404) ; Vressignis (1416) ; Versignys (1464) ; Vercigny (1634) ; Vrecigny (1556) ; Vercygny (1563) ; Paroisse de Saint-Jean-Baptiste-de-Versigny (1674).

## Histoire
Avant la Révolution française, Versigny est le siège d'une seigneurie.
À la fin du XVIe siècle, cette seigneurie appartient à un membre de la famille Le Josne, pouvant être liée aux Le Josne de Contay.

### Histoire ferroviaire de la commune
Ligne de Dercy-Mortiers à Versigny
| Versigny |

De 1878 à 1959, Versigny a été le terminus la ligne de chemin de fer Dercy-Mortiers à Versigny, qui , venant d'Anguilcourt-le-Sart, rejoignait la ligne de Laon à Amiens pour aboutir à la gare qui était commune aux deux lignes.
 
Cette ligne servait aux transport de passagers, de marchandises, de betteraves sucrières, de pierre à chaux.

À partir de 1950, avec l'amélioration des routes et le développement du transport automobile, le trafic ferroviaire a périclité et la ligne a été fermée en 1959. Les rails ont été retirés.

## Politique et administration

### Découpage territorial

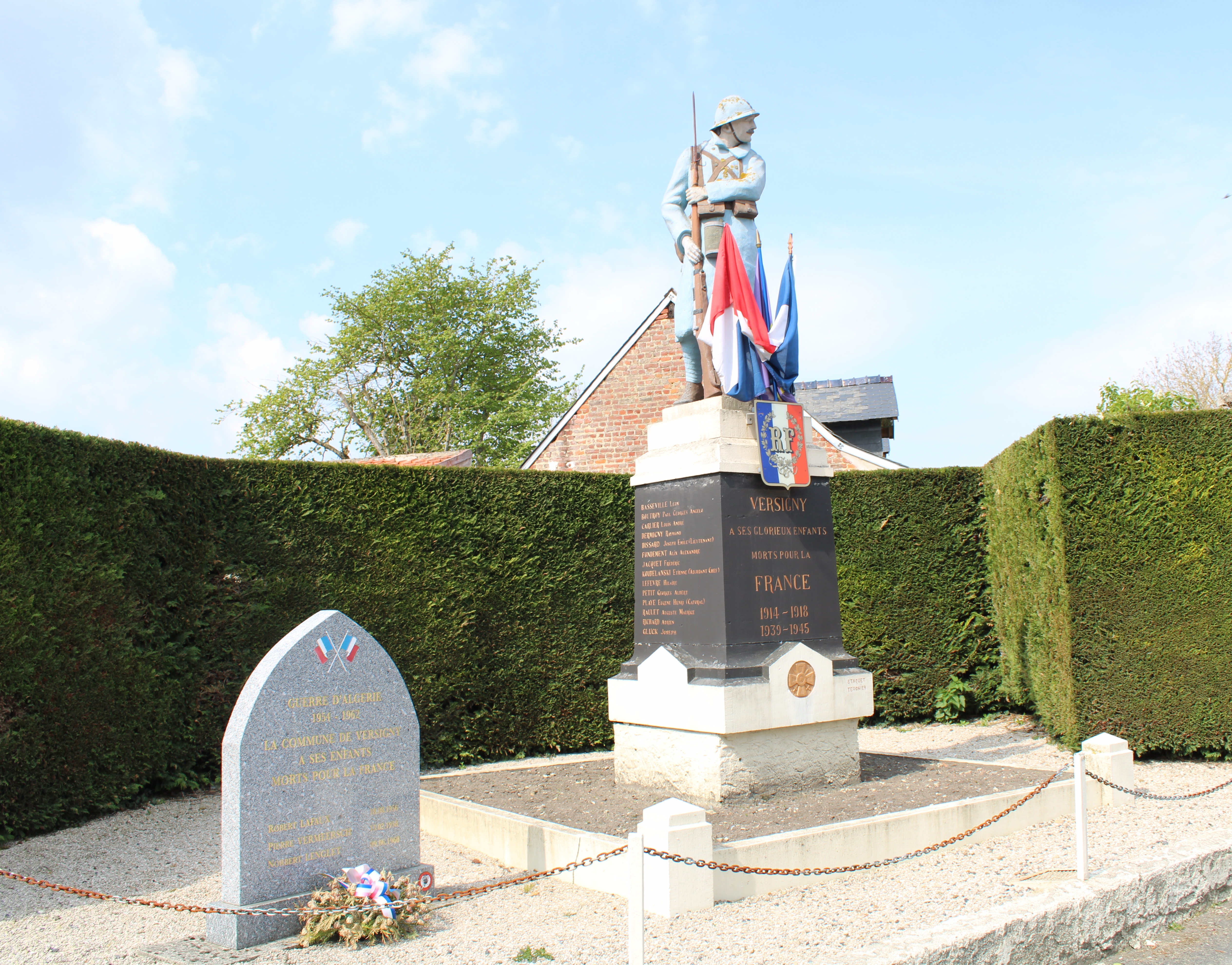
Le monument aux morts de Versigny.

La commune de Versigny est membre de la communauté d'agglomération Chauny-Tergnier-La Fère, un établissement public de coopération intercommunale (EPCI) à fiscalité propre créé le 1er janvier 2017 dont le siège est à Chauny. Ce dernier est par ailleurs membre d'autres groupements intercommunaux.
Sur le plan administratif, elle est rattachée à l'arrondissement de Laon, au département de l'Aisne et à la région Hauts-de-France. Sur le plan électoral, elle dépend du  canton de Tergnier pour l'élection des conseillers départementaux, depuis le redécoupage cantonal de 2014 entré en vigueur en 2015, et de la première circonscription de l'Aisne  pour les élections législatives, depuis le dernier découpage électoral de 2010.

### Administration municipale
| Période                                  | Période                   | Identité          | Étiquette | Qualité                                                  |
| ---------------------------------------- | ------------------------- | ----------------- | --------- | -------------------------------------------------------- |
| Les données manquantes sont à compléter. |                           |                   |           |                                                          |
| avant 1876                               | après 1879                | Piot              |           |                                                          |
| (maire en 1981)                          |                           | Raoul Boulogne    |           |                                                          |
| mars 1989                                | mars 2008                 | Freddy Pruvot     |           |                                                          |
| mars 2008                                | avril 2014                | Alain Chantereaux | PS        |                                                          |
| avril 2014                               | En cours (au 27 mai 2020) | Bernard Vanacker  | SE        | Retraité de l'agriculture Réélu pour le mandat 2020-2026 |

## Démographie
L'évolution du nombre d'habitants est connue à travers les recensements de la population effectués dans la commune depuis 1793. Pour les communes de moins de 10 000 habitants, une enquête de recensement portant sur toute la population est réalisée tous les cinq ans, les populations de référence des années intermédiaires étant quant à elles estimées par interpolation ou extrapolation. Pour la commune, le premier recensement exhaustif entrant dans le cadre du nouveau dispositif a été réalisé en 2004.

En 2022, la commune comptait 467 habitants, en évolution de −1,06 % par rapport à 2016 (Aisne : −1,97 %, France hors Mayotte : +2,11 %).
| 1793 | 1800 | 1806 | 1821 | 1831 | 1836 | 1841 | 1846 | 1851 |
| ---- | ---- | ---- | ---- | ---- | ---- | ---- | ---- | ---- |
| 402  | 496  | 495  | 590  | 656  | 692  | 690  | 750  | 744  |

| 1856 | 1861 | 1866 | 1872 | 1876 | 1881 | 1886 | 1891 | 1896 |
| ---- | ---- | ---- | ---- | ---- | ---- | ---- | ---- | ---- |
| 730  | 747  | 735  | 715  | 708  | 721  | 696  | 665  | 683  |

| 1901 | 1906 | 1911 | 1921 | 1926 | 1931 | 1936 | 1946 | 1954 |
| ---- | ---- | ---- | ---- | ---- | ---- | ---- | ---- | ---- |
| 654  | 639  | 582  | 462  | 522  | 520  | 520  | 541  | 562  |

| 1962 | 1968 | 1975 | 1982 | 1990 | 1999 | 2004 | 2006 | 2009 |
| ---- | ---- | ---- | ---- | ---- | ---- | ---- | ---- | ---- |
| 543  | 500  | 447  | 459  | 485  | 431  | 443  | 449  | 465  |

| 2014 | 2019 | 2022 | - | - | - | - | - | - |
| ---- | ---- | ---- | - | - | - | - | - | - |
| 474  | 460  | 467  | - | - | - | - | - | - |

## Lieux et monuments
- Église Saint-Jean-Baptiste.
- Réserve naturelle nationale des Landes de Versigny.
- Gare de Versigny.
- Motte dite « Château-Julien »[30].

## Galerie

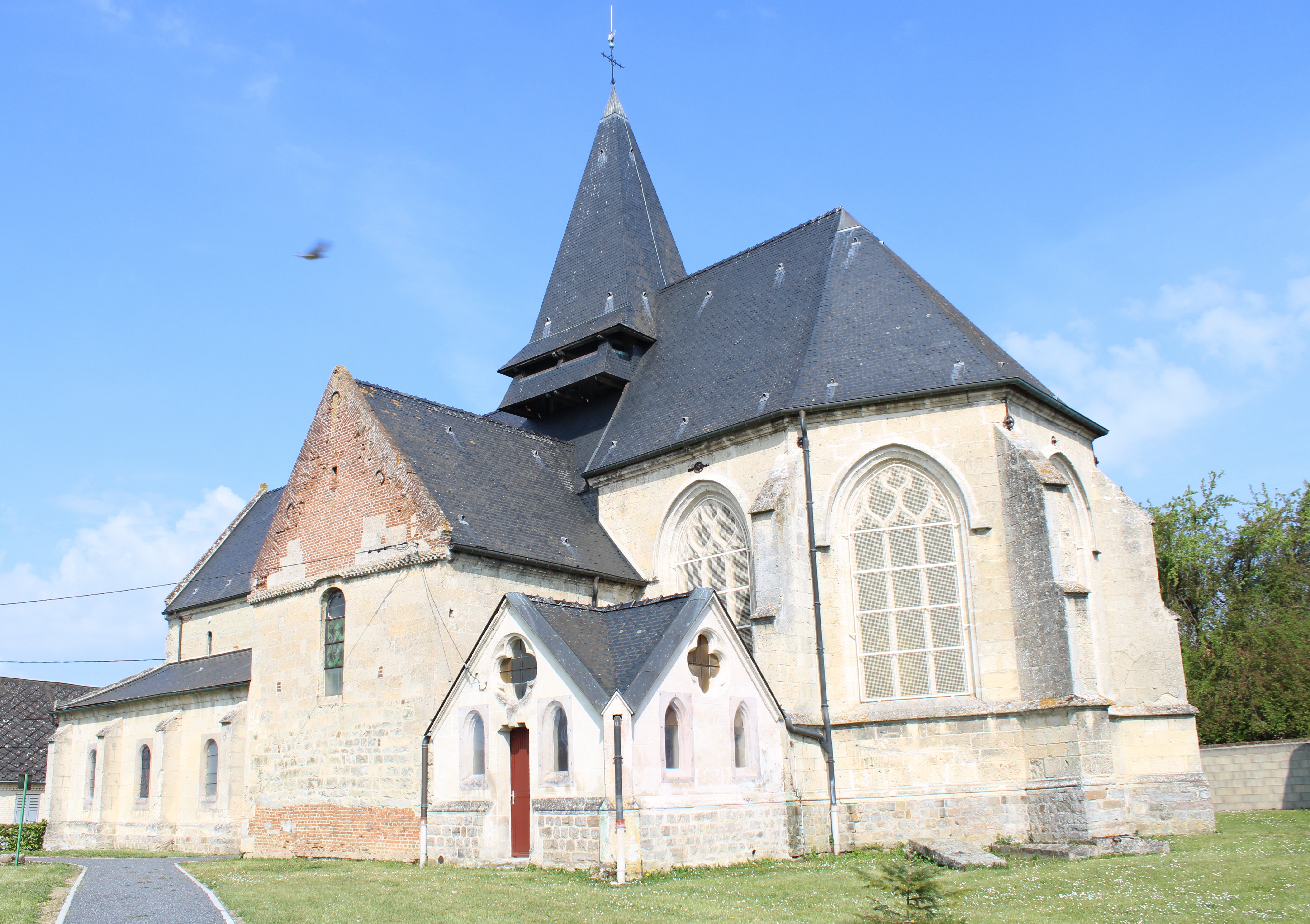
L'église St-Jean-Baptiste.
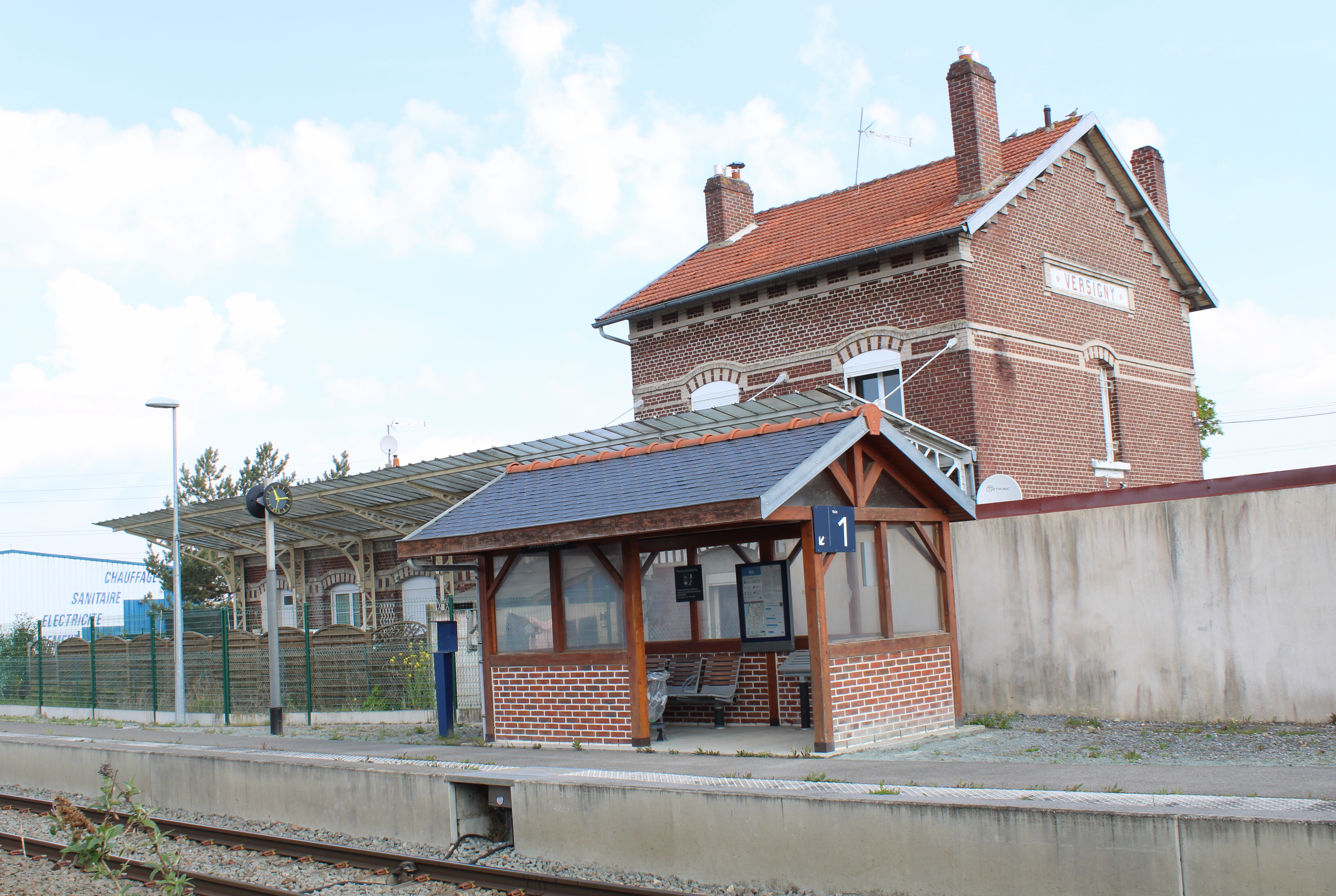
La gare de Versigny sur la ligne d'Amiens à Laon.
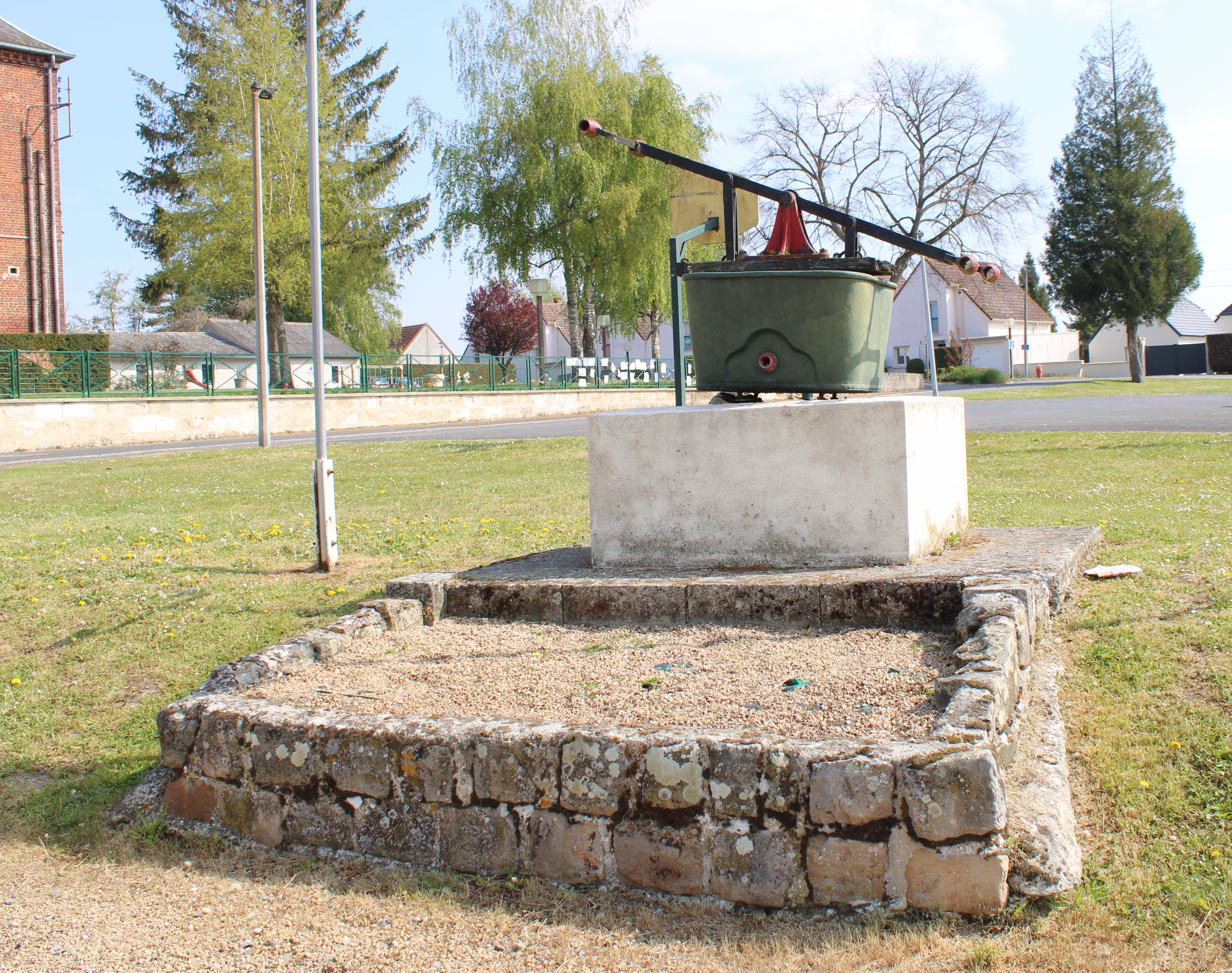
Ancienne pompe à incendie.
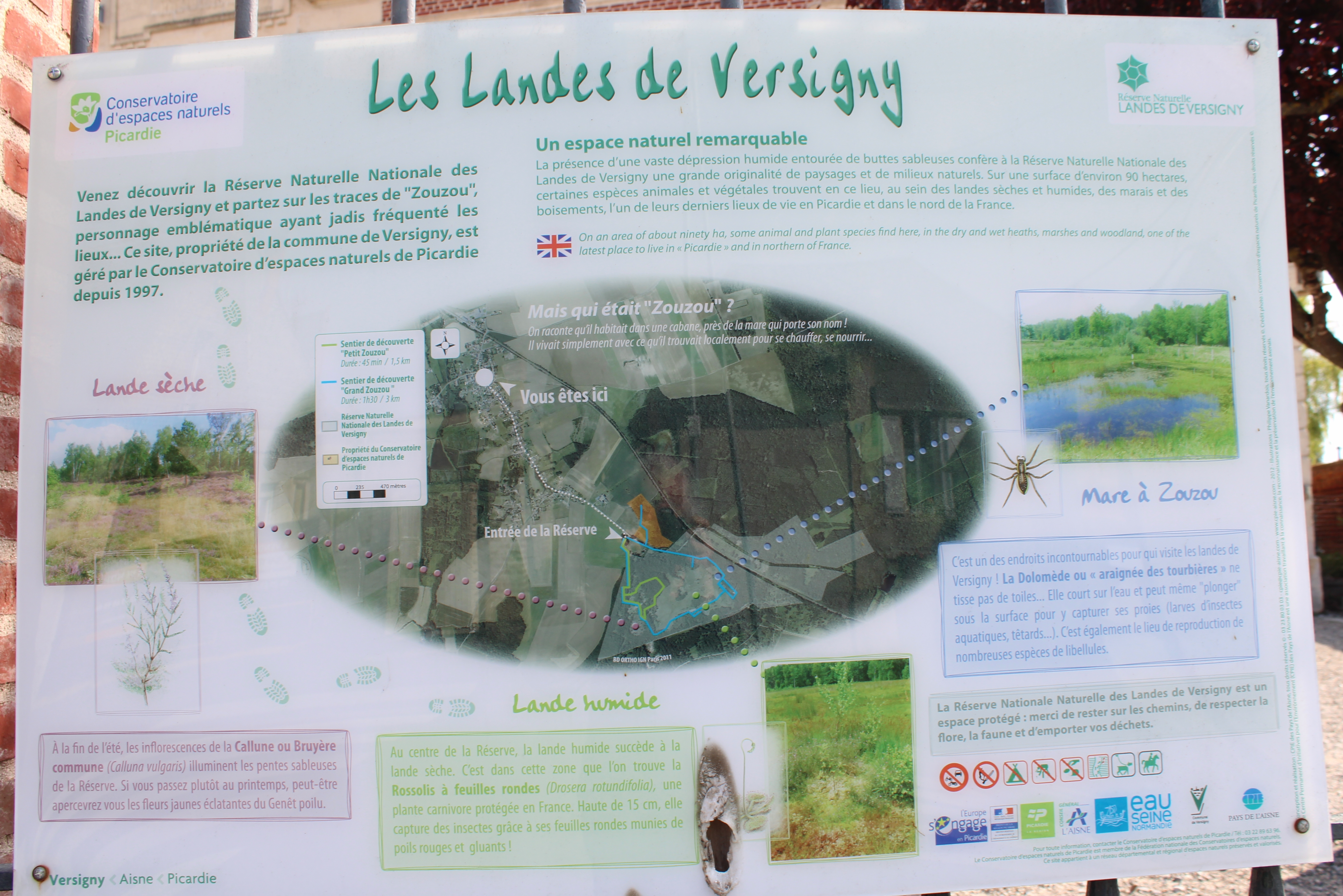
Panneau d'informations sur Les Landes de Versigny.

## Personnalités liées à la commune
- Bibie, la chanteuse du titre, Tout doucement, a habité Versigny (au Moulin de Versigny)[31].